# Asesinatos del Vaticano
Los asesinatos del Vaticano ocurrieron el 4 de mayo de 1998, cuando el cabo primero de la Guardia Suiza Pontificia Cédric Tornay, utilizando su pistola de servicio, disparó y mató al comandante de la Guardia Suiza, Alois Estermann, y a la esposa de este, Gladys Meza Romero, en la Ciudad del Vaticano, antes de suicidarse. El asesinato ocurrió el mismo día en que Estermann fue confirmado en su cargo de comandante, después de un período como comandante interino.
Estermann ya había disciplinado previamente a Tornay por infracciones; como resultado, rechazó a Tornay para la medalla Benemerenti, que los guardias suizos suelen recibir. Tornay escribió una nota de suicidio a su familia quejándose de Estermann y las supuestas injusticias que había infligido contra él. El caso conmocionó al Vaticano y desencadenó un circo mediático. Los asesinatos dieron lugar a diversas teorías conspirativas que cuestionaron la narrativa oficial, aunque ninguna de ellas fue comprobada.

## Antecedentes

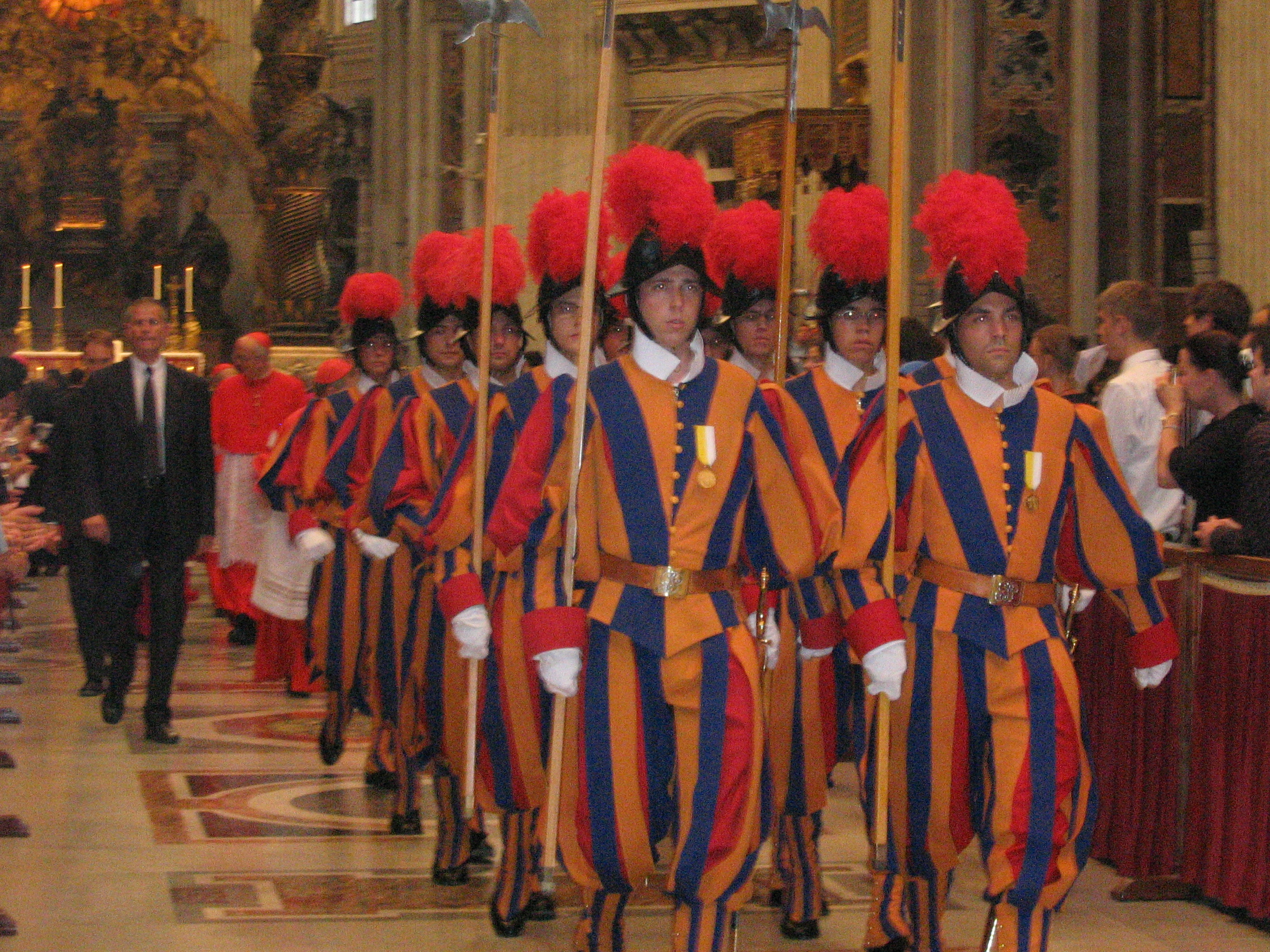
Grupo de la Guardia Suiza Pontificia, fotografiado en 2006.

La Guardia Suiza Pontificia es la guardia personal del papa y el ejército más pequeño del mundo, con unos 100 hombres. A principios de 1998, Roland Buchs, el comandante de la Guardia Suiza Pontificia, se retiró. La Santa Sede tardó cinco meses en sustituirlo, y finalmente eligió al teniente coronel suizo Alois Estermann, de 43 años, inicialmente como comandante interino. En 1981, Estermann había sido uno de los guardaespaldas que custodiaban el papamóvil cuando el papa Juan Pablo II fue herido a tiros en un intento de asesinato. Estermann estuvo casado con Gladys Meza Romero, una exmodelo y expolicía venezolana. Después de casarse con Estermann, ella trabajó para la Embajada de Venezuela en Roma como archivista. Romero y Estermann eran una pareja popular en los círculos diplomáticos allí, y a menudo se los veía en recepciones diplomáticas. Ambos eran piadosos y asistían regularmente a misa.
Cédric Tornay, un cabo de 23 años, venía de San Mauricio en Valais, Suiza. Era un suboficial de la guardia. Roland Buchs, quien conoció personalmente a Tornay, lo describió como un idealista y como alguien «sensible a la forma en que otras personas lo trataban». El informe final lo describió como «desinhibido e irrespetuoso» pero también «educado y amable». Según el informe, consumía marihuana regularmente y una autopsia encontró un quiste en su cerebro «del tamaño de un huevo de paloma».
En febrero de 1998, Estermann disciplinó a Tornay por una infracción reglamentaria después de que pasara la noche fuera de la Ciudad del Vaticano sin permiso. Citando esto como su razonamiento, rechazó a Tornay para la medalla Benemerenti, que generalmente se otorga automáticamente a los Guardias Suizos Pontificios después de tres años de servicio. Esta negación ocurrió dos días antes de que Tornay recibiera la medalla, y Tornay pudo haber permanecido en la Guardia durante el tiempo que estuvo para recibirla. El 4 de mayo de 1998, Estermann fue nombrado oficialmente comandante de la Guardia.

## Asesinatos

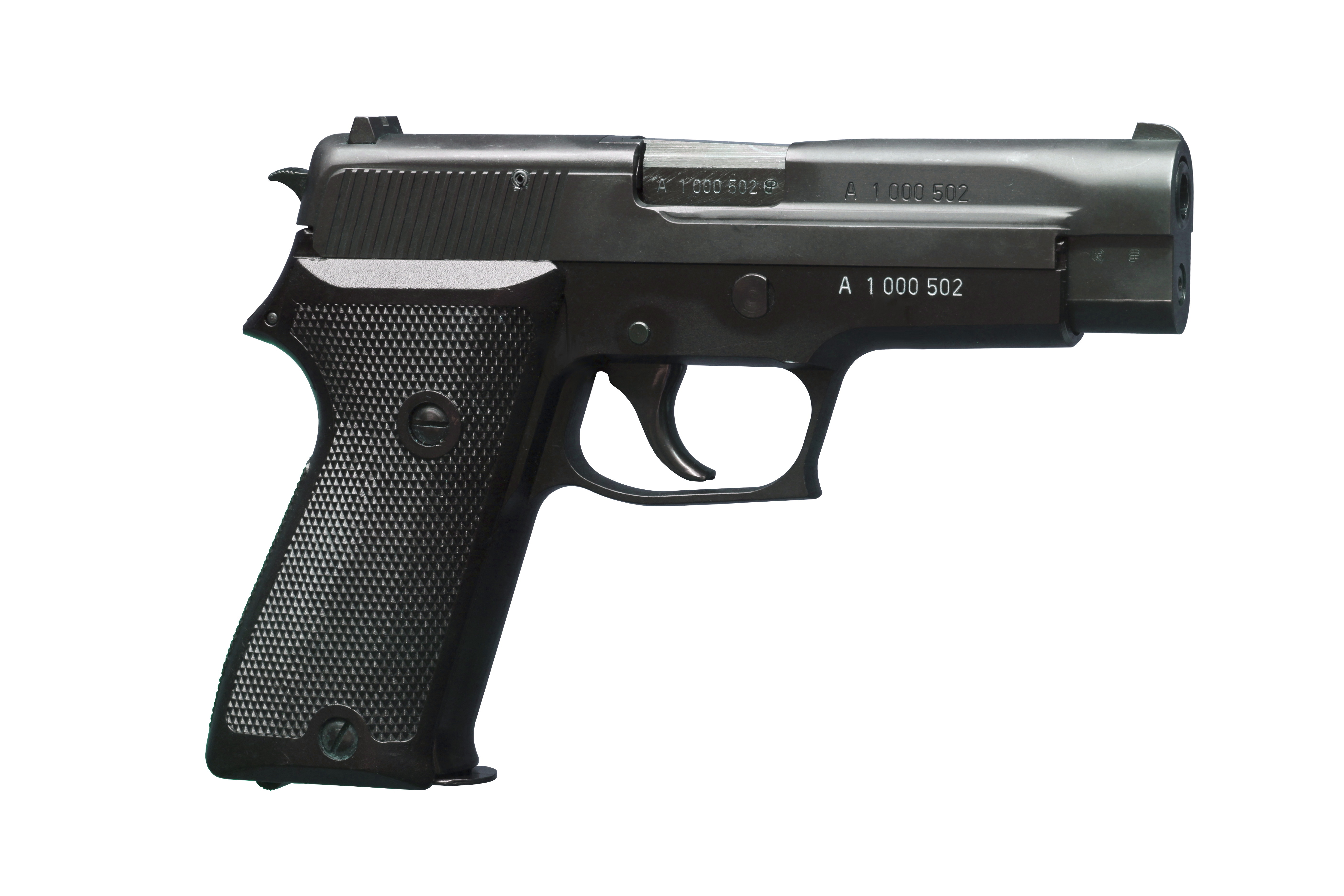
Una SIG-Sauer P220, la pistola de servicio de la Guardia Suiza Pontificia, fue el arma utilizada en los asesinatos.

A las 21 horas del 4 de mayo de 1998, sólo unas horas después de que Estermann fuera confirmado en su puesto como comandante de la Guardia, Tornay fue al apartamento de Estermann en el cuartel de la Ciudad del Vaticano. El apartamento estaba situado cerca de la Porta Sant'Anna, con la entrada al Vaticano detrás de él.
Según el informe de la investigación, Romero y luego Estermann habrían hablado con un amigo por teléfono a las 8:46 p. m.. Mientras Estermann todavía estaba al teléfono, Romero le abrió la puerta a Tornay. Tornay procedió a correr hacia Estermann, disparándole dos veces con su pistola de servicio SIG-Sauer P220 de 9 mm, impactando el hombro y la mejilla izquierda de Estermann, matándolo. Tornay luego se giró y le disparó a Romero, fallando inicialmente (la bala atravesó la puerta y se alojó en la puerta del ascensor en el rellano) antes de dispararle y matarla con un cuarto disparo. Luego se arrodilló y se disparó en el paladar.
Se oyeron brevemente ruidos y gritos provenientes del apartamento; Anna-Lina Meier, una monja que realizó parte de su trabajo en el cuartel suizo de allí, fue al apartamento de Estermann para investigar. Al encontrar la puerta abierta, vio el cuerpo de Romero, y no queriendo ir más lejos sola encontró al cabo Marcel Riedi, quien entró al departamento y encontró los tres cuerpos. Tornay fue encontrado con la pistola debajo de él.  Poco después, Alois Jehle, capellán de la Guardia Suiza Pontificia, informó al secretario privado del papa, Stanisław Dziwisz.
Antes de los asesinatos, Tornay escribió una nota de suicidio a su madre. En esta nota se quejaba de numerosos agravios, que llamaba «injusticias», perpetrados por Estermann, calificándolo de injusto y duro. Además, se quejó de las tensiones entre los miembros de la guardia suiza de habla alemana y francesa. No está claro hasta qué punto estas quejas reflejaban la realidad. En esta nota escribió sobre el rechazo de la medalla, afirmando que: «Después de tres años, seis meses y tres días de soportar todas las injusticias aquí, me negaron lo único que quería». Sin embargo, su amargura en la nota era generalizada y no se dirigía solo a Estermann.

## Secuelas
El caso conmocionó al Vaticano e inició un circo mediático en todo el mundo, especialmente en Italia; el autor Robert Royal lo llamó «uno de los eventos más impactantes en toda la historia de la Guardia Suiza Pontificia». Actos violentos como éste eran inauditos en la Ciudad del Vaticano. Debido a la baja población de la Ciudad del Vaticano, de menos de 1000 personas, este singular caso de doble homicidio le dio al país la tasa anual de asesinatos más alta del mundo en 1998, con más de 200 por cada 100 000 personas, muy por encima de cualquier otro país. En 1999 la tasa fue de 0 por 100 000 (ya que no hubo asesinatos).
La condición de Tornay como autor y su presunto motivo se anunciaron pocas horas más tarde; Joaquín Navarro Valls atribuyó los asesinatos a la «peculiar» psicología de Tornay y a su resentimiento hacia Estermann. Afirmó que «las informaciones surgidas hasta el momento sugieren que el vicecabo Cédric Tornay sufrió un repentino ataque de locura». El presidente suizo, Flavio Cotti, expresó «la sincera solidaridad del Gobierno y de todo el pueblo suizo». En la Basílica de San Pedro se celebró una misa por los Estermann; era la primera vez que se hacía algo así por alguien que no fuera miembro del clero. Juan Pablo II oró por ellos. El funeral de Tornay se celebró en su ciudad natal de San Mauricio.
El estado de la Guardia Suiza Pontificia en general fue criticado después del incidente, y su servicio fue descrito como «estresante, difícil y mal pagado». Los asesinatos tuvieron lugar sólo dos días antes de la juramentación de los nuevos oficiales de la Guardia Suiza el 6 de mayo. Después de los hechos, Buchs salió temporalmente de su retiro mientras el Vaticano buscaba un reemplazo. Estermann fue finalmente reemplazado por Pius Segmüller. El cardenal secretario de Estado, Angelo Sodano, dijo sobre los acontecimientos: «Queridos funcionarios de la Santa Sede, el papa renueva su confianza y su gratitud. La nube negra de un día no puede oscurecer más de quinientos años de servicio».
Durante la investigación, el Vaticano rechazó la asistencia técnica de la policía italiana. Se realizaron dos autopsias por parte de dos profesionales del derecho que trabajaron bajo estrictos acuerdos de confidencialidad. La investigación fue dirigida por un juez que trabajó como jefe de personal para el parlamento italiano y para el Vaticano; esto dio lugar a algunas críticas por una aparente falta de experiencia en la dirección de investigaciones criminales. Nueve meses después de los asesinatos, la investigación oficial se cerró el 5 de febrero de 1999. Tres días después, el 8 de febrero, el magistrado instructor del Vaticano, Gianluigi Marrone, publicó un informe final de 10 páginas sobre las muertes. Dijo que las drogas y las enfermedades mentales probablemente estaban relacionadas con las acciones de Tornay, y que él era el único responsable. Durante la autopsia se encontraron restos de cannabis en el cuerpo de Tornay, además del quiste en su cerebro, que según dijeron pudo haber afectado su razonamiento. No se encontró ninguna indicación de otros autores. El informe fue criticado por ser «muy débil» y se censuraron los nombres de todos los testigos, lo que dificultó a los periodistas realizar sus propias investigaciones para refutar el informe.

### Teorías de conspiración
Los medios de comunicación, junto con varios «observadores del Vaticano», promovieron una variedad de teorías conspirativas y especulaciones sobre los acontecimientos. La prensa italiana fue especialmente conspirativa; un corresponsal del periódico suizo Neue Zürcher Zeitung dijo que la respuesta de la prensa italiana era casi comparable a la respuesta de los medios a la muerte de Diana de Gales. Estas narraciones fueron populares en la prensa sensacionalista y otros medios, y varios periodistas de investigación escribieron libros tratando de corroborarlas, pero nunca se ha presentado ninguna prueba de ellas. El profesor de política David Álvarez dijo sobre tales teorías que «tales afirmaciones o bien no tienen fundamento o han sido completamente desacreditadas». El historiador Yvonnick Denoël se mostró más comprensivo con estas teorías, y dijo sobre el asunto que, si bien no era del todo seguro que Tornay hubiera cometido tal acto, tenía el motivo y los antecedentes pertinentes; sin embargo, afirmó sobre el caso que la forma en que se había llevado a cabo la investigación «garantizaba que nunca se descubriría la verdad».
Una de estas teorías era que Tornay y Estermann eran amantes homosexuales y que el asesinato ocurrió después de que su relación empeorara, siendo Romero asesinada por casualidad. Otra fue que Romero y Tornay habían sido los que tuvieron el romance que condujo a los asesinatos. Otro más propuso que, dado que Estermann había estado presente en el intento de asesinato de Juan Pablo II en 1981, y el perpetrador Mehmet Ali Ağca había tenido alguna ayuda de los comunistas, Estermann era por lo tanto un agente (cuyo nombre en código era Werder) de la Stasi de Alemania del Este y fue asesinado por los servicios de inteligencia. En contra, algunos escritores argumentaron que Estermann tenía algún tipo de afiliación con el Opus Dei; en estas dos teorías, se dice que Tornay se enteró de la lealtad de Estermann y sintió que tenía que matarlo por la Iglesia para evitar que se convirtiera en comandante. Otras teorías involucraban espionaje, exorcistas, los Legionarios de Cristo y el Servicio Secreto Búlgaro. El libro de 2002 Assassinati in Vaticano (trad. «Asesinado en el Vaticano») de Vergès y Luc Brossollet se sostiene que todas las víctimas fueron asesinadas y que la escena fue montada para que pareciera un asesinato-suicidio.
Los familiares de Tornay rechazaron la teoría de que estaba enojado con Estermann. Su madre, Muguette Baudat, creía que su hijo era inocente y que estaba siendo víctima de un complot, alegando varias inconsistencias en las pruebas y la investigación. Ella contrató a Jacques Vergès como abogado de su familia; Vergès era un conocido abogado francés de alto perfil, conocido por defender a terroristas internacionales, líderes nazis y al presidente serbio Slobodan Milošević. Esto tuvo el efecto de oscurecer cualquier posible verdad que pudiera haber en las afirmaciones de Tornay. Un intento en 2009 de reabrir el caso en Suiza fracasó, ya que el delito no se había cometido allí, y el Vaticano también lo rechazó diciendo que no había pruebas. La investigación y sus hallazgos fueron criticados por su secretismo, y en 2019 se denegó un intento de acceder a registros relacionados. En 2021, el cardenal secretario de Estado intervino en el caso y dio acceso al expediente judicial a la abogada de Baudat, Laura Sgro. Al año siguiente, Sgro publicó un libro con la información del expediente judicial, titulado Sangue in Vaticano (trad. «Sangre en el Vaticano»). En su libro, criticó la investigación por ser superficial y descuidada, y por señalar inmediatamente a Tornay como perpetrador sin analizar adecuadamente la escena. Sgro envió este libro al papa Francisco y se quejó ante el Consejo de Derechos Humanos de las Naciones Unidas.
Robert Royal dijo que la realidad «mucho más simple y menos espeluznante» era que Tornay simplemente «había perdido los estribos». Roland Buchs dijo de él en su funeral: «Su acto sigue siendo un misterio. ¿Quién puede comprender su último gesto? En este momento trágico, muchos 'porqués' y 'cómos' permanecen en suspenso. Solo Dios conoce las respuestas a nuestras preguntas». Juan Pablo II dijo en su funeral que Tornay sería juzgado por Dios, «a cuya misericordia lo encomiendo».